# Jubla-Turm Sirnach
Der Jubla-Turm Sirnach ist ein ehemaliger Aussichtsturm der Gemeinde Sirnach im Kanton Thurgau, der 2010 von der örtlichen Jubla errichtet wurde.

## Situation
Der im Jahre 2010 aus Holz erstellte Turm ist 18 Meter hoch. 88 Treppenstufen führen zur Aussichtsplattform in 16 Meter Höhe.
Direkt neben dem Aussichtsturm befinden sich Parkplätze.
Vom Turm aus bietet sich eine Sicht über Eschlikon, Sirnach und Wilen hinweg auf die Voralpen und den südlichen Thurgau.
Wegen eines Pilzbefalles wurde der Turm nach 15 Jahren Ende September 2023 abgerissen.

## Galerie

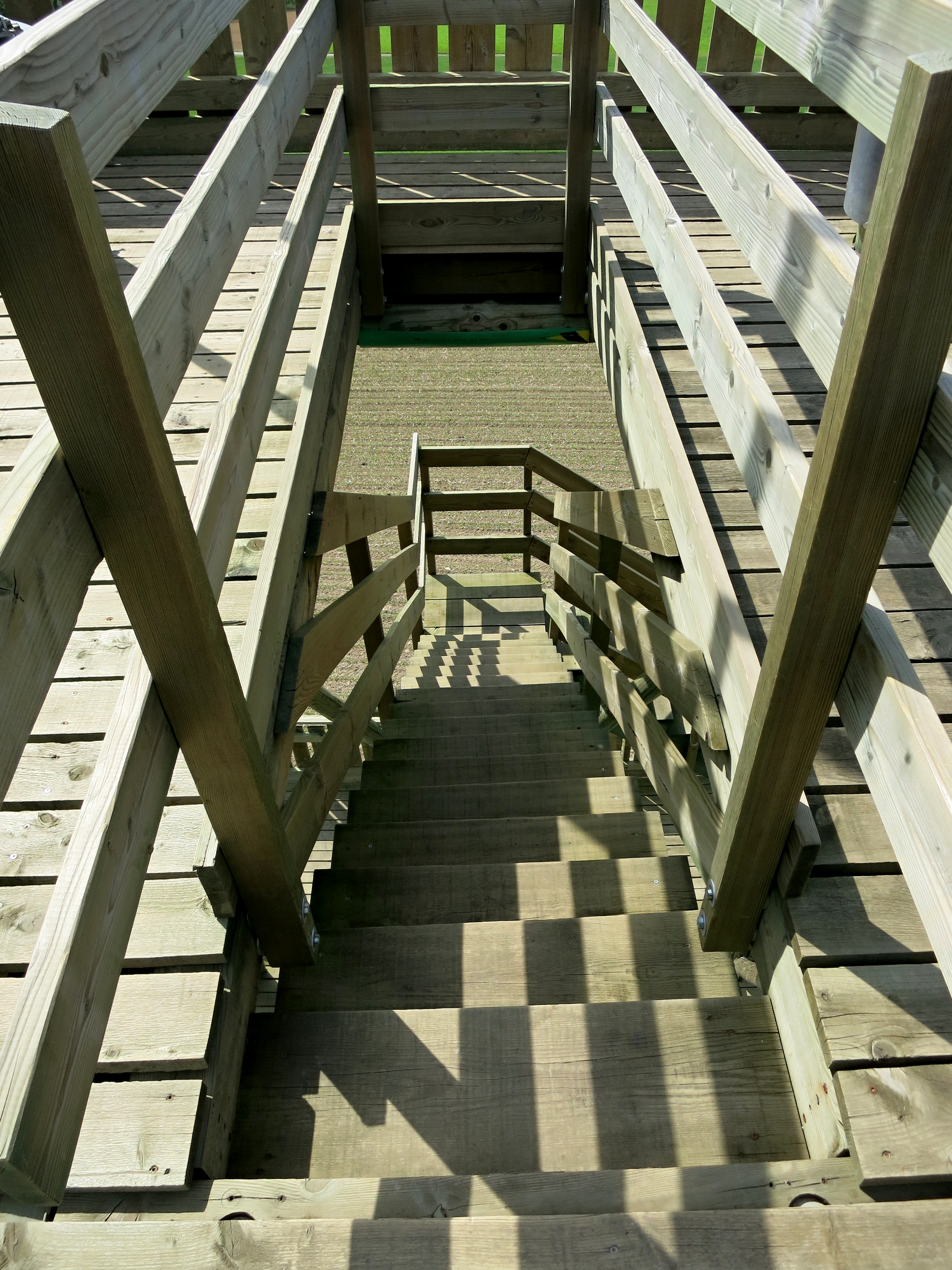
Treppen
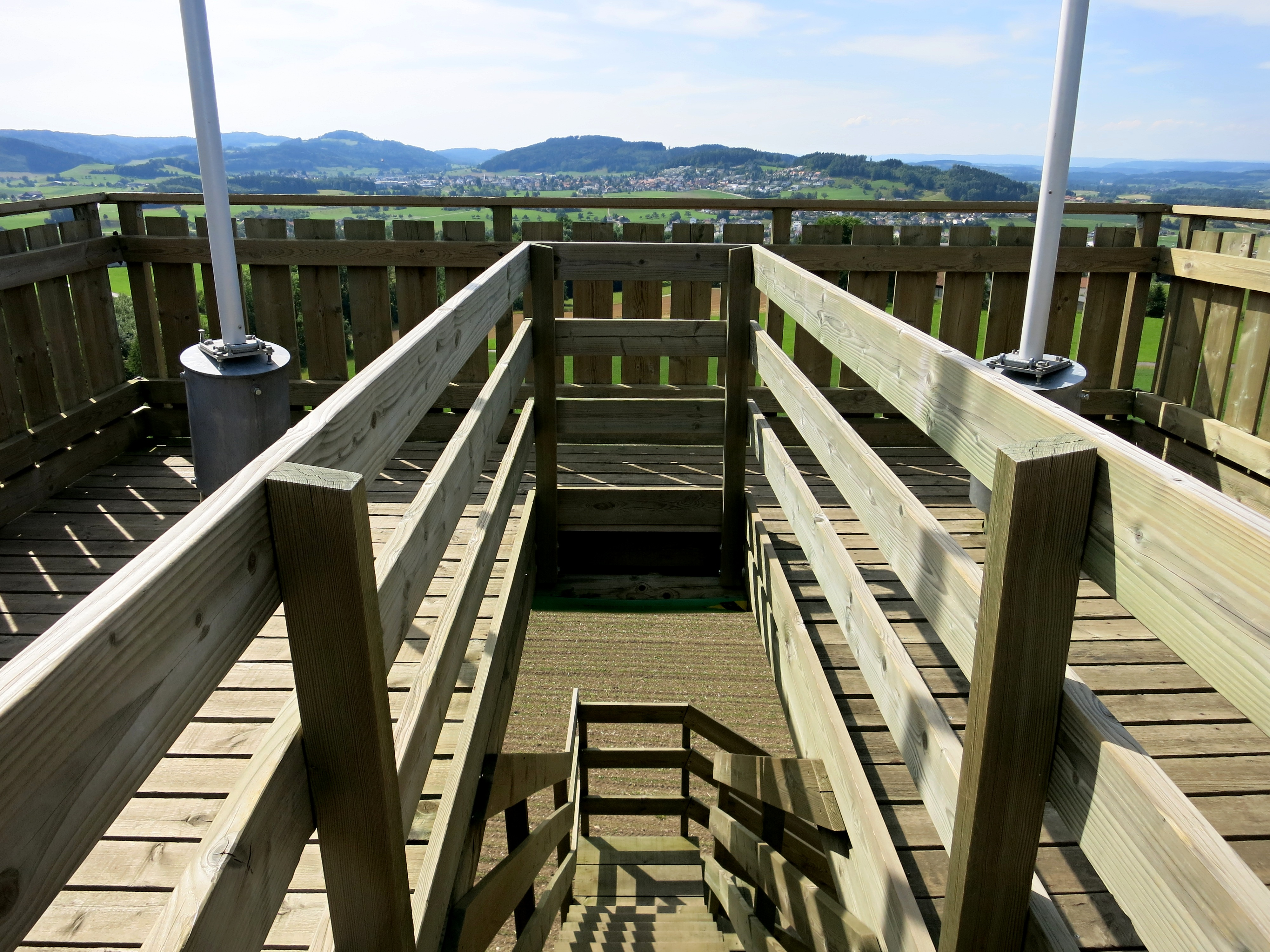
Aussichtsplattform